# Serie Mundial de Rugby 7 2006-07
La Serie Mundial Masculina de Rugby 7 2006-07 fue la 8ª temporada del circuito de selecciones nacionales masculinas de rugby 7.

## Etapas
| Torneo                       | Campeón       |
| ---------------------------- | ------------- |
| Seven de Dubái 2006          | Sudáfrica     |
| Seven de Sudáfrica 2006      | Nueva Zelanda |
| Seven de Nueva Zelanda 2007  | Samoa         |
| Seven de Estados Unidos 2007 | Fiyi          |
| Seven de Hong Kong 2007      | Samoa         |
| Seven de Australia 2007      | Fiyi          |
| Seven de Londres 2007        | Nueva Zelanda |
| Seven de Escocia 2007        | Nueva Zelanda |

## Tabla de posiciones
| Pos | País           | UAE | RSA | NZL | USA | HKG | AUS | ENG | FRA | Puntos |
| --- | -------------- | --- | --- | --- | --- | --- | --- | --- | --- | ------ |
| 1   | Nueva Zelanda  | 16  | 20  | 12  | 12  | 18  | 12  | 20  | 20  | 130    |
| 2   | Fiyi           | 12  | 12  | 16  | 20  | 24  | 20  | 16  | 8   | 128    |
| 3   | Samoa          | 8   | 4   | 20  | 16  | 30  | 16  | 12  | 16  | 122    |
| 4   | Sudáfrica      | 20  | 16  | 12  | 8   | 18  | 6   | 8   | 4   | 92     |
| 5   | Inglaterra     | 12  | 12  | 8   | 4   | 8   | 4   | 2   | 2   | 52     |
| 6   | Gales          | 0   | 8   | —   | —   | 4   | 2   | 12  | 12  | 38     |
| 7   | Australia      | 4   | 2   | 0   | 4   | 8   | 8   | 6   | 0   | 32     |
| 8   | Francia        | 6   | 4   | 6   | 12  | 0   | —   | 0   | 0   | 28     |
| 9   | Escocia        | 0   | 0   | 0   | 6   | 8   | 4   | 4   | 4   | 26     |
| 10  | Argentina      | 2   | 0   | 2   | 0   | 3   | —   | 4   | 12  | 23     |
| 11  | Kenia          | 0   | 0   | 4   | 0   | 0   | 12  | 0   | 6   | 22     |
| 12  | Tonga          | —   | —   | 0   | 2   | 8   | 0   | —   | —   | 10     |
| 13  | Canadá         | 4   | 0   | 4   | 0   | 0   | —   | 0   | 0   | 8      |
| 14  | Túnez          | 0   | 6   | —   | —   | 0   | —   | —   | —   | 6      |
| 15  | Portugal       | 0   | 0   | 0   | 0   | 2   | —   | 0   | 0   | 2      |
| 15  | Estados Unidos | —   | —   | 0   | 0   | 2   | —   | —   | —   | 2      |
| 17  | Rusia          | —   | —   | —   | —   | 1   | —   | 0   | 0   | 1      |

| Bandera de Nueva Zelanda |
| Campeón Nueva Zelanda    |
| Séptimo título           |